# Wade H. Ellis

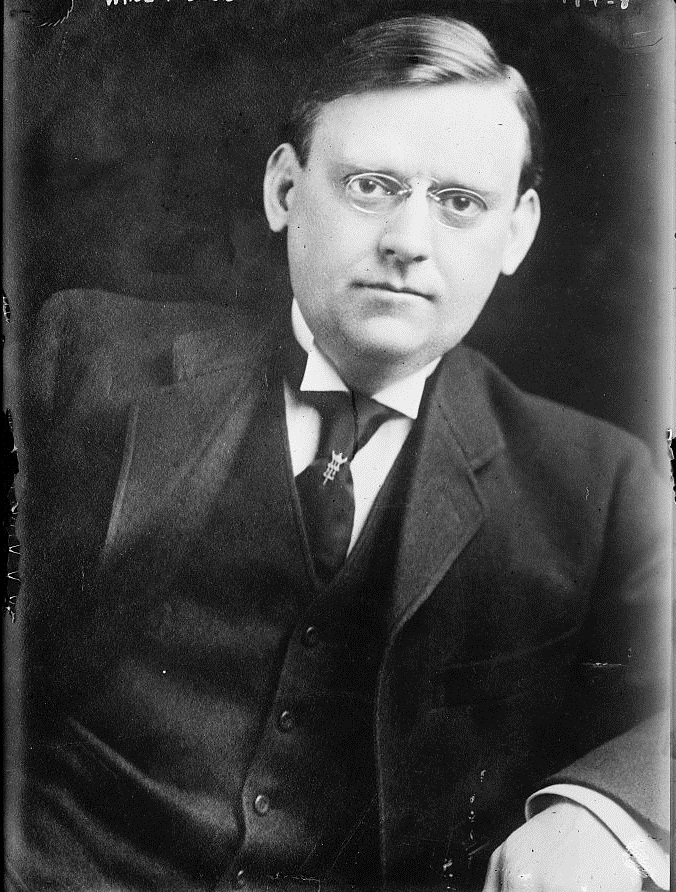
Wade H. Ellis

Wade Hampton Ellis (* 31. Dezember 1866 in Covington, Kentucky; † 5. Juli 1948 in Washington, D.C.) war ein US-amerikanischer Jurist und Politiker (Republikanische Partei). Er war von 1904 bis 1908 Attorney General von Ohio.

## Werdegang
Wade Hampton Ellis wurde ungefähr ein Jahr nach dem Ende des Bürgerkrieges im Kenton County geboren und wuchs dort auf. Über seine Kindheit ist nichts weiter bekannt. Er besuchte öffentliche Schulen in Covington. Danach ging er auf die Hughes High School und das Chickering Institute in Cincinnati (Ohio). Er studierte Jura an der Washington and Lee University in Lexington (Virginia). 1894 wurde er Redaktionsleiter der Cincinnati Tribune, welche 1896 die Commercial Tribune wurde. Ferner heiratete er 1894 Dessie Corwin Chase aus Cincinnati. Ellis nahm 1897 seine Tätigkeit als Anwalt wieder auf. Im selben Jahr, 1897, wurde er zum First Assistant Corporation Council der City of Cincinnati ernannt – ein Posten, welchen er bis 1903 innehatte. Danach war er wieder als Anwalt tätig. Im Sommer 1903 nominierte ihn die Republikanische Partei für das Amt des Attorney General von Ohio. Er gewann die Wahl im Herbst 1903. Seine Wiederwahl fand 1905 statt. Die Wahlen wurden dann auf die geradzahligen Jahre verschoben. Somit fand die nächste planmäßige Wahl 1908 statt. Ellis kandidierte nicht ein weiteres Mal für das Amt und trat im November 1908 von seinem Amt zurück. Der Republikaner Ulysses G. Denman wurde daraufhin vorab zum neuen Attorney General von Ohio ernannt, da seine Amtszeit Anfang Januar 1909 als neuer Attorney General beginnen sollte. Der Gouverneur von Ohio Andrew L. Harris berief 1906 eine Steuerkommission ein zwecks Untersuchung der Steuergesetze im Staat und Ellis hatte den Vorsitz dort. Am 6. November 1908 wurde Ellis zum United States Assistant Attorney General ernannt – ein Posten, den er bis zu seinem Rücktritt im Februar 1910 bekleidete. Er war danach einige Jahre in Washington, D.C. als Anwalt tätig, mindestens bis 1930, als er vor dem Obersten Gerichtshof der Vereinigten Staaten einen Fall verhandelte.